# Рибниця (община)
Община Рибниця (словен. Občina Ribnica) — одна з общин Словенії. Адміністративним центром є місто Рибниця.

## Населення
У 2011 році в общині проживало 9363 осіб, 4714 чоловіків і 4649 жінок. Чисельність економічно активного населення (за місцем проживання), 3958 осіб. Середня щомісячна чиста заробітна плата одного працівника (EUR), 878,57 (в середньому по Словенії 987.39). Приблизно кожен другий житель у громаді має автомобіль (51 автомобіль на 100 жителів). Середній вік жителів склав 40,7 роки (в середньому по Словенії 41.8). 